# Carl Stellwag von Carion
Carl Stellwag von Carion (auch: Karl Stellwag von Carion; * 28. Januar 1823 in Ober Langendorf bei Mährisch Neustadt; † 21. November 1904 in Wien) war ein österreichischer Ophthalmologe (Augenarzt) und Lehrstuhlinhaber für Ophthalmologie in Wien, dessen Publikation sich vor allem mit Augenkrankheiten und Augenoptik befassen.
Sein Vater Alois Peter Franz Stellwag von Carion war Schloßhauptmann von Eulenburg im Dienst des Hoch- und Deutschmeisterordens. Stellwag von Carion studierte ab 1841 Medizin in Prag und Wien, wo er 1847 zum Dr. med. promoviert wurde. Er war unter Anton von Rosas am Allgemeinen Krankenhaus in Wien. Trotz eines Verbots solcher Untersuchungen durch Rosas betrieb er physiologische und histologische Studien zur Augenheilkunde. 1848 übernahm er die Abteilung Augenheilkunde. 1851 hatte er kurz eine Praxis in Brünn, kehrte aber nach Wien zurück um wissenschaftlich tätig zu sein. 1854 wurde er Privatdozent, war Vorstand der Augenabteilung im Garnisonsspital und ab 1855 Dozent an der Josephsakademie (Josephinum). 1857 wurde er außerordentlicher und 1873 ordentlicher Professor für Ophthalmologie an der Universität Wien. Zuvor hatte er die Aufnahme der Augenklinik der Josephsakademie in den Universitätsverband durchgesetzt. 1883 wurde er Vorstand der Universitäts-Augenklinik. 1894 ging er in den Ruhestand und gab auch 1895 seine private Praxis auf. 1883 wurde er Hofrat.
Carl Stellwag von Carion unterschied zwischen Fehlern der Akkommodation und Refraktion und unterschied erstmals die Übersichtigkeit. Ab 1847 unternahm er histologische Untersuchungen, die er in dem mehrbändigen Werk Die Ophthalmologie vom naturwissenschaftlichen Standpunkte zusammenfasste. Damals war es aber durch die Untersuchungen von Rudolf von Virchow schon teilweise überholt. Großen Erfolg hatte sein Lehrbuch der praktischen Augenheilkunde von 1862, das in mehrere Sprachen übersetzt wurde. 1861 unterstützte er Carl Wedl bei der Herausgabe des ersten histopathologischen Atlas des Auges. Als Innovation bei der Untersuchung des Kehlkopfes mit einem Hohlspiegel ließ er mit Friedrich Semeleder den Spiegel an einem Brillengestell und mit einem Gelenk befestigen. Neuerungen gegenüber war er in seinen späten Jahren wenig aufgeschlossen gegenüber (er lehnte Asepsis ab).
1869 beschrieb er das nach ihm benannte Stellwag-Zeichen, eine verringerte Lidschlagfrequenz mit verlangsamtem Lidschlag bei der endokrinen Orbitopathie im Rahmen der Basedow-Krankheit.
Am 10. Oktober 1888 wurde er Mitglied der Leopoldina. 1894 erhielt er das Ritterkreuz des Leopold-Ordens und er erhielt den kaiserlich brasilianischen Rosenorden.
Seine Fachbibliothek übergab er der Universität Innsbruck.

## Schriften
- Die Accommodationsfehler des Auges, 1855 Archive
- Theorie der Augenspiegel : auf elementarem Wege aus den Grundsätzen der Optik entwickelt. Wien: Gerold 1854, Digitalisat
- Die Ophthalmologie vom naturwissenschaftlichen Standpunkte. Band 1, Freiburg: Herder 1853, Band 2, Erlangen: Enke 1858, Band 1, Archive, Band 2
- Lehrbuch der praktischen Augenheilkunde. Wien: Braumüller 1862, Archive
- mit Carl Wedl: Atlas der pathologischen Histologie des Auges, Leipzig: Wigand 1861, Archive